# ロキシー・ミュージック
ロキシー・ミュージック (Roxy Music)は、1972年にデビューしたイングランドのロック・バンド。ブライアン・フェリーの個性的なヴォーカルを中心に、芸術志向のグラム・ロックなどを発表した。
バンド名の「ロキシー」は、1950年代にイギリスで事業展開していた映画館チェーン「ロキシー」に因む。

## 来歴

### 結成
フェリーは農業労働者の父親を持つ労働者階級の出身で、ニューカッスル大学で美術を学びながらザ・ガス・ボード（The Gas Board）などのバンドで音楽活動を行なった。1968年、彼は大学を去ってロンドンに移り、女子校の美術講師をしながら陶芸の創作活動をしていた。やがて彼は、ロンドンで音楽関係の仕事に就いていた元ザ・ガス・ボードのグラハム・シンプソンにピアノを借りて、曲を書き始めた。
1970年初冬、彼はキング・クリムゾンのヴォーカリストのオーディションを受けた。結果はキング・クリムゾンには合わないという理由で不合格だったが、彼には良いセンスがあると感じたロバート・フリップにE.G.マネージメントの電話番号を手渡され、連絡してみるように勧められた。
彼はバンドを結成すべくメンバーを集め始め、シンプソンはベーシストとして参加した。『メロディ・メイカー』誌にキーボーディストの募集広告を出し、応募してきたアンディ・マッケイを木管楽器奏者として迎えた。1971年1月には、マッケイが連れてきたブライアン・イーノがテクニカル・アドバイザーとして合流し、やがてテープとVCS3シンセサイザーを操作するメンバーになった。
同年春先にはギタリストのロジャー・バン（Roger Bunn）が加入。さらにアメリカ人でクラシック音楽の打楽器奏者だったデクスター・ロイド（Dexter Lloyd）がドラマーとして加入し、彼が脱退すると、『メロディ・メイカー』の広告に応募したポール・トンプソンが加入した。5月には、フェリー、マッケイ、バン、シンプソン、イーノ、トンプソンの顔ぶれでデモを制作した。バンは9月に脱退し、やはり『メロディ・メイカー』の広告によって元ザ・ナイスのデヴィッド・オリストが加入した。
バンドの名前はフェリーとマッケイが作成したリストを基にロキシー・ミュージックに決まった。この間、彼等はライブ活動を殆んど行なわなかった。フェリーはアントニー・プライス（ファッション・デザイナー）、ニコラス・デ・ヴィル（視覚芸術家）、エリック・ボーマン（写真家）、サイモン・パックスレイ（広報）など、将来長きに亘って共に活動していくことになる面々と接触して、デビューに備えていた。 
1971年12月、フェリー（ヴォーカル、キーボード）、マッケイ（オーボエ、サクソフォーン）、オリスト（ギター）、イーノ（テープ、シンセサイザー）、シンプソン（ベース）、トンプソン（ドラムス）からなるロキシー・ミュージックは幾つかのライブ活動を行ない、E.G.マネージメントのオーディションを受けて関係者を納得させ、契約成立に向けて大きく前進した。

### 1972年 - 1976年

#### 1972年 - 1973年
1972年1月4日、BBCのスタジオでBBC Radio 1の音楽番組『ピール・セッションズ』の録音を行なった。その直後にオリストが脱退したので、彼等は元クワイエット・サンのギタリストで、数か月前にサウンド・ミキサーの肩書きを与えたフィリップ・ターゲット=アダムスを急遽正式メンバーに昇格させた。ターゲット=アダムスは母親の旧姓を使ってフィル・マンザネラと名乗った。数週間後の2月14日、E.G.マネージメントとの正式な契約が成立した。
彼等は元キング・クリムゾンのピート・シンフィールドをプロデュ―サーに迎えて、3月14日から29日までアルバムを制作。完成直後にシンプソンが脱退したので、シンフィールドの推薦を受けたリック・ケントンを準メンバーに迎えて、5月末から国内ツアーを始めた。6月16日にアイランド・レコードから1stアルバム『ロキシー・ミュージック』を発表。ジャケットにはモデル兼女優のカリー・アンを起用。当時のロンドンはデヴィッド・ボウイの『ジギー・スターダスト』が発売された直後のグラム・ロック・シーン全盛期で、アントニー・プライスがデザインした奇抜な衣装をまとって特異なスタイルの音楽を披露する彼等のデビューはグラム・ロック一派の新星誕生として大きな話題を集め、アルバムは全英チャートで最高10位を記録。7月に1stシングルとして発表されたアルバム未収録の新曲「ヴァージニア・プレイン」も、8月に全英チャートで最高4位のヒット曲になった。国内ツアーではボウイの『ジギー・スターダスト』ツアーのサポート・アクトも務めてさらに人気と注目を集め、彼等は翌1973年のニュー・ミュージカル・エクスプレス（NME）の"Most Promising New British Name"部門で1位に輝いた。
1973年2月、クリス・トーマスとジョン・アンソニーをプロデュ―サーに迎えた2作目のシングル『パジャマラマ』を発表。フェリーと同じく元ザ・ガス・ボードのジョン・ポーターがベースを担当。3月、同じ顔ぶれで制作した2ndアルバム『フォー・ユア・プレジャー』を発表。『男装の麗人』アマンダ・レアが登場したジャケットが話題となるとともに、「ドゥ・ザ・ストランド」「エディションズ・オブ・ユー」「イン・エヴリ・ドリーム・ホーム・ア・ハートエイク」などに象徴されるグラム・ノワール（Gram noir）と形容されたサウンドが注目を集め、全英でデビュー・アルバムを上回る最高4位を記録してチャートに計27週間留まった。同アルバムには収録されなかった「パジャマラマ」のシングルも全英で最高10位を記録した。
彼等は大きな成功を収めた一方で、内部に軋轢を抱えていた。主導権を握っていたメンバーは殆ど全ての楽曲を一人で書いたフェリーだったが、最も人気と注目を集めたのはイーノだった。女装さながらのきらびやかな衣装をまとってテープとシンセサイザーを操作するイーノの存在感は、キーボードを弾きながら歌うフェリーのそれを上回った。その結果、両者の間に緊張関係が生まれ、成功を重ねるにつれて、その度合いは増えていった。
『フォー・ユア・プレジャー』発表後、彼等はベースにサル・メイダを起用して1973年3月半ばから5月末までイギリスとヨーロッパをツアーした。コンサートはいずれも盛況だったが、スターはイーノであることはもはや誰の目にも明らかだった。彼は前年にフリップとのレコーディングなどの課外活動を幾つか開始していたので、コンサートの取材に来た報道陣に囲まれる機会もそれだけ多かった。
同年7月8日、彼等はヨーク・ミュージアム・ガーデンズで開催されたミュージック・フェスティバルに出演した。イーノ目当てで来ていた一部の聴衆が彼の名を連呼し続け、あまりの喧騒に進行に支障が生じて、彼は聴衆を鎮める為に一旦ステージから退かざるをえなくなった。フェリーはコンサートが終わった後、もうイーノとは仕事しないとマネージメントに宣言。数日後、イーノはマネージメントに呼び出され、自分はもはやロキシー・ミュージックのメンバーではないことを通告された。

#### 1973年 - 1976年
彼等は喧騒にあふれた未来派的なサウンドのグラム・ロックを離れて「ヨーロッパ浪漫主義的方向」を追求し始め、イーノの後任にカーヴド・エアのエディ・ジョブソン（キーボード、ヴァイオリン）を選んだ。彼等はそれまで多少なりとも「ノン・プレイヤーの集まり」という印象を持たれていたが、確かな演奏技術を持つジョブソンを迎えて、さらに多くのファンの根強い支持を得た。1973年11月に3rdアルバム『ストランデッド』を発表。プロデュ―サーにトーマス、エンジニアにジョン・パンター、ベースにはジョン・ガスタフソン、ジャケットにはイギリス人で初めてプレイボーイ誌の『プレイメイト・オブ・ザ・イヤー』に選ばれたマリリン・コールが起用された。マンザネラとマッケイがフェリーの共作者として夫々1曲づつ曲作りに参加した同アルバムは、全英チャートで遂に1位を獲得した。ツアーには再びメイダが起用された。
1974年11月、4thアルバム『カントリー・ライフ』発表。プロデュ―サーにはトーマスに代わってパンター、ベースにはガスタフソンを起用。マンザネラとマッケイのフェリーとの共作曲が夫々2曲に増えた。全英チャートで3位。更に耽美・叙情性を増した音楽性もさることながら、シースルーの下着だけの女性2人というジャケットが物議を醸し、アメリカでは袋入りで販売、スペインでは胸部から下を削除、カナダでは彼女達を削除して背景だけを残す、といった具合に様々な措置が取られた。右側の黒い下着の女性は、もとは男性である。ツアーには彼等と同じくE.G.マネージメントと契約を結んでいたジョン・ウェットンが起用された。
1975年10月、5thアルバム『サイレン』発表。プロデュ―サーにはトーマスが復帰し、ベースはガスタフソンがみたび担当。マンザネラとマッケイが2曲ずつ、ジョブソンが1曲、フェリーの共作者として記載された。ジャケットに起用されたモデルのジェリー・ホールは、当時フェリーの恋人だった。全英チャートで4位。本作からの先行シングル「恋はドラッグ（Love Is the Drug）」は、全英2位・全米30位のヒットを記録し、アメリカでロキシー・ミュージックの名を広めた。同年10月、ガスタフソンを起用してイギリス・ツアー、11月から翌1976年3月までリック・ウィルスを起用して北米とスカンジナビアでツアーが行なわれ、新旧の楽曲に加えてフェリー、マンザネラ、マッケイのソロ・アルバムの収録曲も取り上げられた。
同年6月末、解散を発表。同年8月、ライブ・アルバム『VIVA!ロキシー・ミュージック』が発表された。

### 1978年 - 1983年
解散後、ソロ活動を行なっていたフェリー、イーノと結成した801やフェリーのソロ・ツアーで活動していたマンザネラ、TV番組『ロック・フォリーズ』の音楽監督などを務めたマッケイ、フェリーのソロ活動に協力していたトンプソンの4人は、1978年にロキシー・ミュージックを再結成。これまでのベースに加えてキーボードにも準メンバーが起用されることになった。
1979年3月、ゲリー・ティブス（ベース）、アラン・スペナー（ベース）、ポール・キャラック（キーボード）を起用して、4年ぶりの新作アルバム『マニフェスト』を発表。以前よりもポップな音作りに変化したが、退廃的な美学は不変であった。同アルバムは全英チャートで最高位7位を記録して計34週間に渡って登場し続け、全米チャートでも最高位23位を記録した。「ダンス・アウェイ」がシングル・カットされて全英2位。アルバム発表に伴なってワールド・ツアーが始まり、ヨーロッパ、アメリカ、さらに4月末には初の日本公演が行なわれ、5月の約3週間のイギリス・ツアーで幕を閉じた。
同年後半、デビュー当時からのメンバーで、ファンから"The Great Paul Thompson"の称号を与えられて熱烈な支持を受けてきたトンプソンが、新作アルバムの制作が始まる前に脱退。正式メンバーはフェリー、マンザネラ、マッケイの3人になった。ドラムスにもセッション・ミュージシャンを起用して、1980年5月にアルバム『フレッシュ・アンド・ブラッド』を発表。オリジナルの新曲に加えて初めて他人の曲を取り上げた同アルバムは6月に全英チャートの首位を記録し、一週間でその座を降りたものの、8月末に再度返り咲き、そのまま9月にかけて3週間居座った。彼等のアルバムが全英で首位に立ったのは、『ストランデッド』（1973年）以来だった。同年後半に「オーヴァー・ユー」、「オー・イエー」、「セイム・オールド・シーン」がシングル・カットされ、前2曲はいずれも全英チャートで5位、「セイム・オールド・シーン」は全英12位を記録し、同年公開されたアメリカ映画『タイムズ・スクエア』で使用された。ツアーは5月から8月までヨーロッパとイギリスで行なわれ、ティブス、キャラック、アンディ・ニューマーク（ドラムス）、ニール・ハバード（ギター）が参加した。
同年12月8日にジョン・レノンが射殺されると、彼等はドルトムントのWestfalenhallenで12月19日と20日に開かれたRock Popに両日出演してコンサートを開いた際、最後にレノンを追悼して「ジェラス・ガイ」を披露した。その翌週に同曲を録音して1981年2月に発表すると、彼等のシングルで初めて全英チャートの首位に輝いた。
1982年5月、復活第3弾アルバム『アヴァロン』を発表。全英1位を獲得し、彼等のアルバムで最も評価が高く人気があるとされる。先行シングル『夜に抱かれて』は全英6位を記録した。その後、1982年8月中旬から10月1日までヨーロッパ各国とイギリス、1983年2月に日本、同年4月末から5月末までアメリカとカナダと大規模なワールド・ツアーが行なわれ、3人の正式メンバーとニューマーク、ハバード、スペナー、フォンジ・ソーントン（バック・ヴォーカル）らの計11人がステージに立った。8月27日のフレジュス公演の模様は、VHS『ザ・ハイ・ロード』（1983年）として発表された。また同年9月30日のグラスゴー公演の音源からは、4曲入りEP『ザ・ハイ・ロード』（1983年）が発表された。
ツアー終了後、彼等は解散した。

### 2001年以後

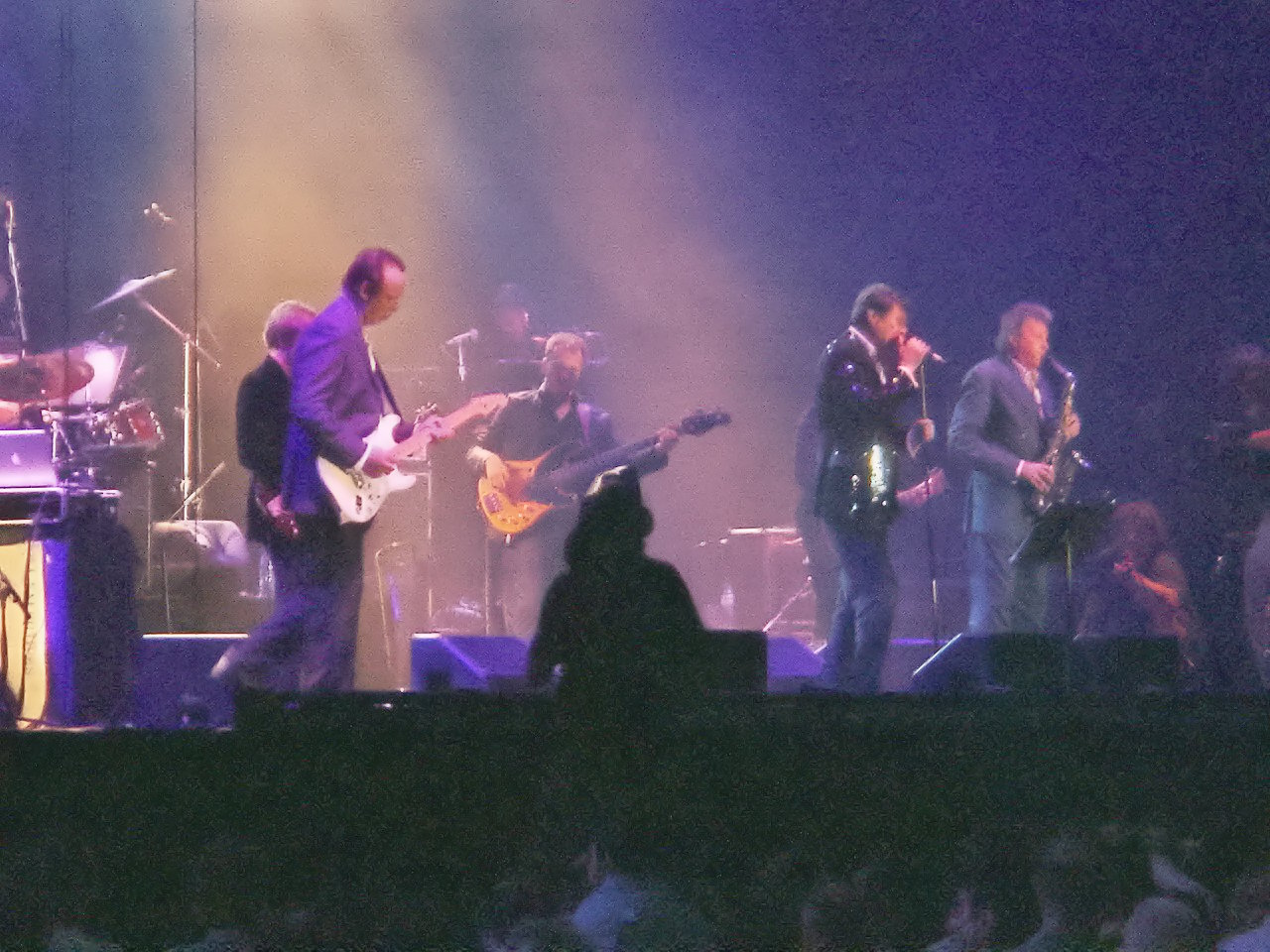
ロンドン・ エクセル展覧会センター （2006年7月）

#### 2001年 - 2011年
2001年、再結成。ワールド・ツアー。3度目の来日公演。
2010年、フジロックフェスティバル '10（7月31日）。にて4度目の来日。同年にはサマーフェスティバルツアー（6月17日 - 9月11日）を敢行。
2011年、「For Your Pleasure」バンド結成40周年記念ツアー：英国アリーナツアー（1月25日 - 2月7日）・オーストラリア - ニュージーランド・ツアー（2月 - 3月）。

#### 2019年
2019年、ロックの殿堂入り。受賞者はフェリー、シンプソン、マッケイ、イーノ、トンプソン、マンザネラ、ジョブソン、ジョン・ガスタフソン。3月29日の授賞式には、フェリー、マッケイ、マンザネラ、ジョブソンが出席した。

#### 2022年
2022年、デビュー・アルバム『ロキシー・ミュージック』の発売50周年を記念し、11年ぶりに再結成ツアーが行なわれた。9月から10月にかけて、カナダ、アメリカ、イギリスでコンサートが合計13回催された。

## メンバーと担当楽器
| 名前                                  | 担当楽器                                                | 在籍期間                                        |
| ------------------------------------- | ------------------------------------------------------- | ----------------------------------------------- |
| ブライアン・フェリー （Bryan Ferry）  | ボーカル キーボード ハーモニカ ギター                   | 1970年 - 1983年 2001年 - 2011年 2019年 2022年 - |
| アンディ・マッケイ （Andy Mackay）    | サクソフォーン オーボエ キーボード バッキング・ボーカル | 1970年 - 1983年 2001年 - 2011年 2019年 2022年 - |
| ポール・トンプソン （Paul Thompson）  | ドラムス                                                | 1971年 - 1980年 2001年 - 2011年 2022年 -        |
| フィル・マンザネラ （Phil Manzanera） | リードギター バッキング・ボーカル                       | 1972年 - 1983年 2001年 - 2011年 2019年 2022年 - |

| 名前                                          | 担当楽器                                               | 在籍期間                                    |
| --------------------------------------------- | ------------------------------------------------------ | ------------------------------------------- |
| グラハム・シンプソン （Graham Simpson）       | ベース                                                 | 1970年 - 1972年 ※2012年没                   |
| ブライアン・イーノ （Brian Eno）              | シンセサイザー キーボード テープ                       | 1971年 - 1973年                             |
| ロジャー・バン （Roger Bunn）                 | ギター                                                 | 1971年                                      |
| デクスター・ロイド （Dexter Lloyd）           | ドラムス                                               | 1971年                                      |
| デヴィッド・オリスト （David O'List）         | ギター                                                 | 1971年 - 1972年                             |
| リック・ケントン （Rik Kenton）               | ベース                                                 | 1972年                                      |
| ジョン・ポーター （John Porter）              | ベース                                                 | 1972年 - 1973年                             |
| サル・メイダ （Sal Maida）                    | ベース                                                 | 1973年 - 1974年 （ライブのみ参加）          |
| エディ・ジョブソン （Eddie Jobson）           | キーボード シンセサイザー エレクトリック・ヴァイオリン | 1973年 - 1976年 2019年                      |
| ジョン・ガスタフソン （John Gustafson）       | ベース                                                 | 1973年 - 1975年 ※2014年没                   |
| ジョン・ウェットン （John Wetton）            | ベース                                                 | 1974年 - 1975年 （ライブのみ参加）※2017年没 |
| リック・ウィルス （Rick Wills）               | ベース                                                 | 1975年 - 1976年 （ライブのみ参加）          |
| ゲイリー・ティブス （Gary Tibbs）             | ベース バッキング・ボーカル                            | 1979年 - 1980年                             |
| デイヴ・スキナー （David Skinner）            | キーボード バッキング・ボーカル                        | 1979年 - 1983年                             |
| ポール・キャラック （Paul Carrack）           | キーボード バッキング・ボーカル                        | 1979年 - 1982年                             |
| アラン・スペナー （Aran Spenner）             | ベース                                                 | 1979年 - 1983年 ※1991年没                   |
| ニール・ハバート （Neil Hubbard）             | ギター                                                 | 1980年 - 1983年                             |
| アンディ・ニューマーク （Andy Newmark）       | ドラムス                                               | 1980年 - 1983年                             |
| スティーヴ・グールディング （Steve Goulding） | ドラムス                                               | 1982年                                      |

## ディスコグラフィ

### スタジオ・アルバム
- 『ロキシー・ミュージック』 - Roxy Music (1972年 第4期)
- 『フォー・ユア・プレジャー』 - For Your Pleasure (1973年 第5期)
- 『ストランデッド』 - Stranded (1973年 第6期)
- 『カントリー・ライフ』 - Country Life (1974年 第6期)
- 『サイレン』 - Siren (1975年 第6期)
- 『マニフェスト』 - Manifesto (1979年 第7期)
- 『フレッシュ・アンド・ブラッド』 - Fresh + Blood (1980年 第8期-1)
- 『アヴァロン』 - Avalon (1982年 第8期-2)

### ライブ・アルバム
- 『VIVA!ロキシー・ミュージック』 - Viva! (1976年 第6期)
- 『ザ・ハイ・ロード』 - The High Road (1983年 第9期) ※EP。4曲収録
- 『ハート・スティル・ビーティング (ライヴ・イン・フランス1982)』 - Heart Still Beating (1990年 第8期-2)
- 『ベスト・ライヴ』 - Concert Classics (1998年 第7期) ※タイトル違いの再発盤多数。日本盤は『ライヴ・イン・アメリカ 1979』としても再発
- Valentine (2000年)
- Vintage (2001年) ※1972年-1975年ドイツ録音
- 『リフレクション』 - Reflection (2001年) ※上記アルバムの増補盤
- 『ライヴ』 - Roxy Music Live (2003年 第10期)
- 『マンチェスター・マニフェスト』 - Manchester Manifesto (2011年 第7期)

### コンピレーション
※『ブライアン・フェリーとロキシー・ミュージック』名義のアルバムを含む。
- 『グレイテスト・ヒッツ』 - Greatest Hits (1977年)
- The First Seven Albums (1981年)
- 『アトランティック・イヤーズ』 - The Atlantic Years 1973–1980 (1983年)
- 『ストリート・ライフ (20グレート・ヒッツ)』 - Street Life: 20 Great Hits (1986年) [注釈 39]
- 『ジ・アルティメイト・コレクション』 - The Ultimate Collection (1988年) [注釈 39]
- The Early Years (1989年)
- The Later Years (1989年)
- 『ロキシー・ミュージック BOX 1972 - 1982』 - Thrill Of It All (1995年)
- 『ザ・ベスト・オブ・ブライアン・フェリー・アンド・ロキシー・ミュージック』 - More than This (1995年) [注釈 39]
  - 『Tokyo Joe - ザ・ベスト・オブ・ブライアン・フェリー&ロキシー・ミュージック』 - Tokyo Joe: The Best Of Bryan Ferry + Roxy Music (1997年) [91][注釈 40]
- 『ザ・グレイテスト』 - The Greatest (1998年)
- 『ベスト・オブ・ロキシー・ミュージック』 - The Best of Roxy Music (2001年)
- The Platinum Collection (2004年) [注釈 39]
- 『コンプリート・スタジオ・レコーディングス 1972-1982』 - The Complete Studio Recordings 1972–1982 (2012年)

### シングル
- 「ヴァージニア・プレイン」 - "Virginia Plain" / "The Numberer" (1972年 第5期  ベース：リック・ケントン) ※日本盤は「パジャマラマ」とのカップリング
- 「パジャマラマ」 - "Pyjamarama" / "The Pride And The Pain" (1973年 第5期 ベース：ジョン・ポーター)
- 「ロキシー・ストランド」 - "Do The Strand" / "Editions Of You" (1973年 第6期)
- 「ストリート・ライフ」 - "Street Life" / "Hula Kula" (1973年 第6期)
- 「オール・アイ・ウォント」 - "All I Want Is You" / "Your Application's Failed" (1974年 第6期)
- 「恋はドラッグ」 - "Love Is The Drug" / "Sultanesque" (1975年 第6期)
- 「ボス・エンズ・バーニング」 - "Both Ends Burning" / "For Your Pleasure (Live)" (1975年 第6期)
- "Trash" / "Trash 2" (1979年 第7期)
- 「ダンス・アウェイ」 - "Dance Away" / "Cry Cry Cry" (1979年 第7期)
- 「エンジェル・アイズ」 - "Angel Eyes" / "My Little Girl" (1980年 第7期)
- 「オーヴァー・ユー」 - "Over You" / "Manifesto" (1979年 第8期-1(A面)、第7期(B面))
- 「オー・イエ」 - "Oh Yeah (On The Radio)" / "South Downs" (1980年 第8期-1)
- 「セイム・オールド・シーン」 - "The Same Old Scene" / "Lover" (1980年 第8期-1)
- 「ジェラス・ガイ」 - "Jealous Guy" / "To Turn You On" (1981年 第8期-1 ベース：ゲイリー・ティブス(A面)、第8期-2(B面))
- 「夜に抱かれて」 - "More Than This" / "India" (1982年 第8期-2)
- 「アヴァロン」 - "Avalon" / "Always Unknowing" (1982年 第8期-2)
- "Take A Chance With Me" / "The Main Thing" (1982年 第8期-2)

## ビデオグラフィ
※一部は参考文献より引用。
- The High Road（1983年）
- Total Recall（1990年）
- On The Road（1992年）
- Bryan Ferry & Roxy Music: The Video Collection（1995年）
- Psalm（1997年）
- Valentine（2000年）
- Vintage（2001年）
- Roxy Music Live At The Apollo（2002年）
- The Thrill Of It All（2007年）[93]

## 日本公演

### 1979年
- 4月26日 名古屋市公会堂
- 4月27日 大阪フェスティバルホール
- 4月28日 日本武道館

### 1983年
- 2月1日 大阪フェスティバルホール
- 2月2日 大阪フェスティバルホール
- 2月3日 名古屋市公会堂
- 2月5日 福岡サンパレス
- 2月7日 京都会館
- 2月9日 日本武道館
- 2月10日 日本武道館

### 2001年
- 9月7日 東京国際フォーラム
- 9月8日 東京国際フォーラム
- 9月9日 東京国際フォーラム

### 2010年
- 7月31日 フジロックフェスティバル

## その他
1972年の夏にフジテレビの若者向け番組『リブ・ヤング!』においてロンドンで注目されているファッションが取り上げられ、「ロキシー・ファッション 出演者募集」という企画があった。ジョニー大倉がこの企画に応募し、同年10月8日にキャロルが出演した。当時のブライアン・フェリーの衣裳や髪型は、1950年代のロックンロール・ファッションをリメイクしたデザインという印象を与えるものであった。